# Paul Grant
Paul Edward Grant (Pittsburgh, Pensilvania; 6 de enero de 1974) es un exjugador de baloncesto estadounidense que jugó 2 temporadas en la NBA, además de hacerlo en ligas menores como la CBA, NBDL y ABA, y en Serbia y Montenegro. Con 2,13 metros de altura, jugaba en la posición de pívot.

## Trayectoria deportiva

### Universidad
Procedente del Brother Rice High School en Míchigan, Grant jugó tres temporadas en el Boston College, y una última en la Universidad de Wisconsin-Madison. En su año en los Badgers, lideró al equipo en anotación, porcentaje de tiros de campo y tapones, y fue incluido en el mejor quinteto de la Big Ten Conference. En dicha temporada promedió 12.5 puntos y 5.2 rebotes en 28 partidos. También disputó el Portsmouth Invitational Tournament y el Nike Desert Classic.

### Profesional
Grant fue seleccionado por Minnesota Timberwolves en la 20.ª posición del Draft de la NBA de 1997, jugando un total de 4 partidos en el equipo. Debido a una fractura en la zona media de su pie derecho, estuvo en la lista de lesionados durante toda la temporada 1997-98, hasta su debut el 5 de febrero de 1999 en la victoria por 110-92 ante Denver Nuggets. El 11 de marzo de 1999 formó parte de un traspaso entre tres equipos que le enviaba a Milwaukee Bucks. En los Bucks disputó 2 partidos y anotó 2 puntos.
En la siguiente temporada, Grant se marchó a Rockford Lightning de la CBA, promediando 6.1 puntos y 3 rebotes en 41 partidos. Al año siguiente formó parte de Los Angeles Stars y de Indiana Legends de la ABA, mientras que en la 2001-02 fichó por Asheville Altitude de la NBDL. Comenzó la temporada 2002-03 con Asheville, firmando 10.4 puntos y 4.7 rebotes en 24 encuentros antes de fichar por el Vojvodina Novi de Serbia y Montenegro para el resto de la temporada.
Grant participó en los training camps con Utah Jazz en 2003 y en 2004, con quien firmó el 1 de enero de 2004. Cinco días más tarde fue cortado, y el 8 de enero firmó un contrato de 10 días con los Jazz.

## Estadísticas de su carrera en la NBA

### Temporada regular
| Temporada | Edad | Equipo                 | Liga | P  | TIT | MIN | TC  | TCA | %TC  | 3P  | 3PA | %3P | TL  | TLA | %TL  | R.OF. | R.DEF. | REB | ASIS | ROB | TAP | PER | FP  | PTS |
| 1998-99   | 25   | TOTAL                  | NBA  | 6  | 0   | 2.2 | 0.3 | 1.0 | .333 | 0.0 | 0.0 |     | 0.0 | 0.0 |      | 0.2   | 0.0    | 0.2 | 0.0  | 0.2 | 0.0 | 0.3 | 0.7 | 0.7 |
| 1998-99   | 25   | Minnesota Timberwolves | NBA  | 4  | 0   | 2.0 | 0.3 | 1.0 | .250 | 0.0 | 0.0 |     | 0.0 | 0.0 |      | 0.3   | 0.0    | 0.3 | 0.0  | 0.0 | 0.0 | 0.3 | 1.0 | 0.5 |
| 1998-99   | 25   | Milwaukee Bucks        | NBA  | 2  | 0   | 2.5 | 0.5 | 1.0 | .500 | 0.0 | 0.0 |     | 0.0 | 0.0 |      | 0.0   | 0.0    | 0.0 | 0.0  | 0.5 | 0.0 | 0.5 | 0.0 | 1.0 |
| 2003-04   | 30   | Utah Jazz              | NBA  | 10 | 0   | 9.8 | 1.1 | 2.3 | .478 | 0.0 | 0.0 |     | 0.3 | 0.8 | .375 | 0.7   | 1.0    | 1.7 | 0.3  | 0.1 | 0.1 | 0.7 | 1.7 | 2.5 |
| Total     |      |                        | NBA  | 16 | 0   | 6.9 | 0.8 | 1.8 | .448 | 0.0 | 0.0 |     | 0.2 | 0.5 | .375 | 0.5   | 0.6    | 1.1 | 0.2  | 0.1 | 0.1 | 0.6 | 1.3 | 1.8 |